# 親愛なるMr.ハークネス
『親愛なるMr.ハークネス』（しんあいなるミスターハークネス）は、小室しげ子による日本の漫画作品。
『なかよしデラックス』（講談社）にて1980年7月号（ハロー!MR.ハークネス）から1980年8月号まで連載された。

## 書誌情報
- 親愛なるMr.ハークネス、初版発行日1981年4月4日 ISBN 9784061083783
  - ビューティフルにせまりたい!（なかよし1980年10月号）／おいかけて恋!（なかよしデラックス1980年11月号）（少女たちの秋は午後）